# Bulgaria ai VI Giochi olimpici invernali
La Bulgaria partecipò ai VI Giochi olimpici invernali, svoltisi a Oslo, Norvegia, dal 14 al 25 febbraio 1952, con una delegazione di 10 atleti impegnati in due discipline.